# 家計
家計（かけい）とは、一家における経済生活のやりくりの総称である。

## 概要
夫や妻の月々の収入から、家族の1ヵ月の生活の諸々の支出、貯蓄、ローンの支払いなど。

## 経済学においての家計
経済学においては、需要（消費）側の最小単位として、消費者ではなく家計という言葉を用いる。家計の単位としては、個人ではなく世帯が使われることが多い。これは、家賃や光熱費など世帯員に共通の支出があるなど、家計の支出や貯蓄、投資などの決定が、個々の世帯員単位ではなく世帯単位で行われると考えられるからである。
しかし、近年では結婚年齢の上昇にともなって、教育を終えて職業に就き、収入のある子供が親夫婦と同居しているケースが増え、個人の意思決定によって決まる支出部分が増加している。また、こうした子供の支出など世帯単位の調査では把握が困難な支出が増加していることは、家計支出を調査している家計調査など統計調査で、日本の家計が行っている消費の総額や内容の把握が難しくなっていることを意味しており、大きな問題となっている。